# Eggwald

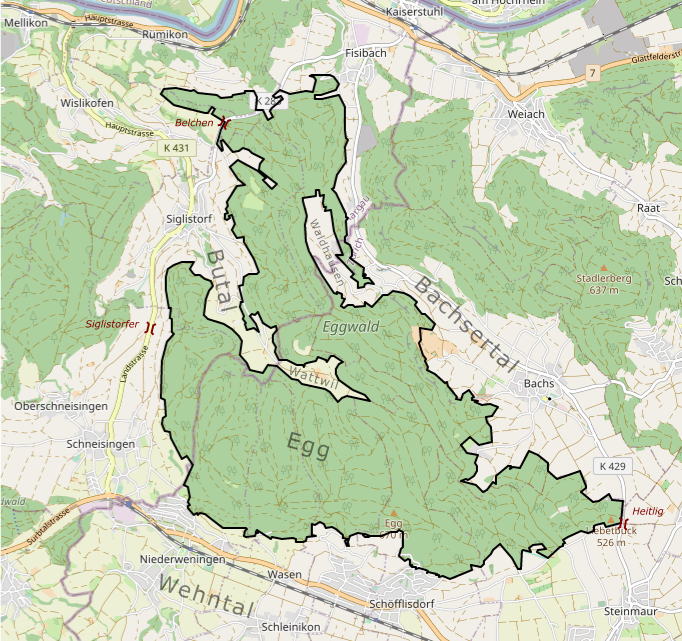
Wehntaler Eggwald

Lagekarte des Eggwalds

Der Eggwald ist ein 16 km² grosses Waldgebiet, das in den Kantonen Zürich und Aargau liegt. Es ist das grösste zusammenhängende Waldgebiet des Kantons Zürich.

## Lage
Der Wald liegt auf dem Höhenzug Egg zwischen dem Wehntal und dem Bachsertal im Zürcherischen Bezirk Dielsdorf und im Aargauer Bezirk Zurzach. Die Zürcher Gemeinden Steinmaur, Schöfflisdorf, Oberweningen, Schleinikon, Niederweningen und Bachs, sowie die Aargauer Gemeinden Fisibach, Rümikon, Wislikofen, Siglistorf und Schneisingen haben Anteil am Waldgebiet. Der östlichste Punkt des ungefähr dreieckigen Gebietes liegt beim Heitlig, einem kleinen Pass, der das Wehntal mit dem Bachsertal verbindet. Die westliche Grenze wird von der Strassenverbindung Niederweningen–Siglistorf–Fisibach gebildet, die über die Pässe Siglistorfer und Belchen führt, einzig auf dem Belchen liegen kleine Teile westlich der Strasse auf dem Gemeindegebiet von Rümikon. Von Siglistorf erstreckt sich das nicht bewaldete Butal in südöstliche Richtung in das Waldgebiet, am Ende des Butals liegt die Aussenwacht Wattwil, die zur Gemeinde Oberweningen gehört. Weiter liegt oberhalb der westlichen Talflanke des Bachsertals eine Rodung mit den Siedlungen Waldhausen und Rüebisberg, die beide zur Gemeinde Bachs gehören.

## Geschichte
Auf der Egg sind kleine Grabhügel aus der schnurkeramischen Kultur gefunden worden, die von einer einige tausend Jahre alten Brandbestattung zeugen. Die meisten dieser Hügel befinden sich auf der Platte oberhalb von Schöfflisdorf nahe dem höchsten Punkt der Egg. Der Wald wurde nicht nur für die Holzernte genutzt, sondern auch als Weidegebiet. Im 16. Jahrhundert ist nachgewiesen, dass im Eggwald Schweine gehalten wurden, die sich von den Früchten der vielen Eichen ernährten, es wurde aber auch Vieh in die Wälder getrieben. Die Waldungen wurden von den Dörfern gemeinwirtschaftlich genutzt und erst Mitte des 18. Jh. auf die einzelnen Gemeinden aufgeteilt. Während des Zweiten Weltkriegs war der Eggwald der Schauplatz der letzten militärischen Hinrichtung in der Schweiz.

## Nutzung
Der Eggwald wird für die Holzproduktion genutzt. Das Gebiet der Gemeinden Steinmaur und Bachs wird vom Zweckverband Forstrevier Egg-Ost - Stadlerberg bewirtschaftet, das von Schöfflisdorf und Oberweningen vom Forstbetrieb Oberes Wehntal, das von Schleinikon und Niederweningen vom Forst Wehntal. Im Aargau wird der Wald der Gemeinden Schneisingen und Siglistorf vom Forstbetrieb Studenland bewirtschaftet, der Teil von Fisibach, Rümikon und Wislikofen wird vom Forstbetrieb Region Kaiserstuhl bewirtschaftet.
Neben der Holzproduktion dient die Bewirtschaftung des Waldes auch dem Naturschutz. So werden die alten Eichenbestände gefördert, die für das Überleben des gefährdeten Mittelspechtes wichtig sind. Im Wald leben Rehe, Wildschweine, Füchse und Dachse, die auch bejagt werden. Die Gemeinden im Wehntal betreiben Jagdhütten auf der Egg, die meist auch als Stützpunkt der Forstbetriebe dienen. In der Nähe der Jagdhütten sind öffentliche Feuerstellen zu finden. Der Eggwald wird von vielen Wanderern, Reitern und Biker als Naherholungsgebiet genutzt. 
An Attraktionen im Wald sind zu nennen:
- Mulflenflue▼ – ein Felskopf mit Aussicht in Richtung Norden
- Silberbrünneli▼ – Quelle und sagenumwobener Ort mit kleinem Rastplatz
- Spaltenflue▼ – ein Felsabbruch mit zwanzig bis dreissig Meter hohen Klippen
- Hitlerplatz▼ – Gedenkstein an die letzte militärische Hinrichtung in der Schweiz

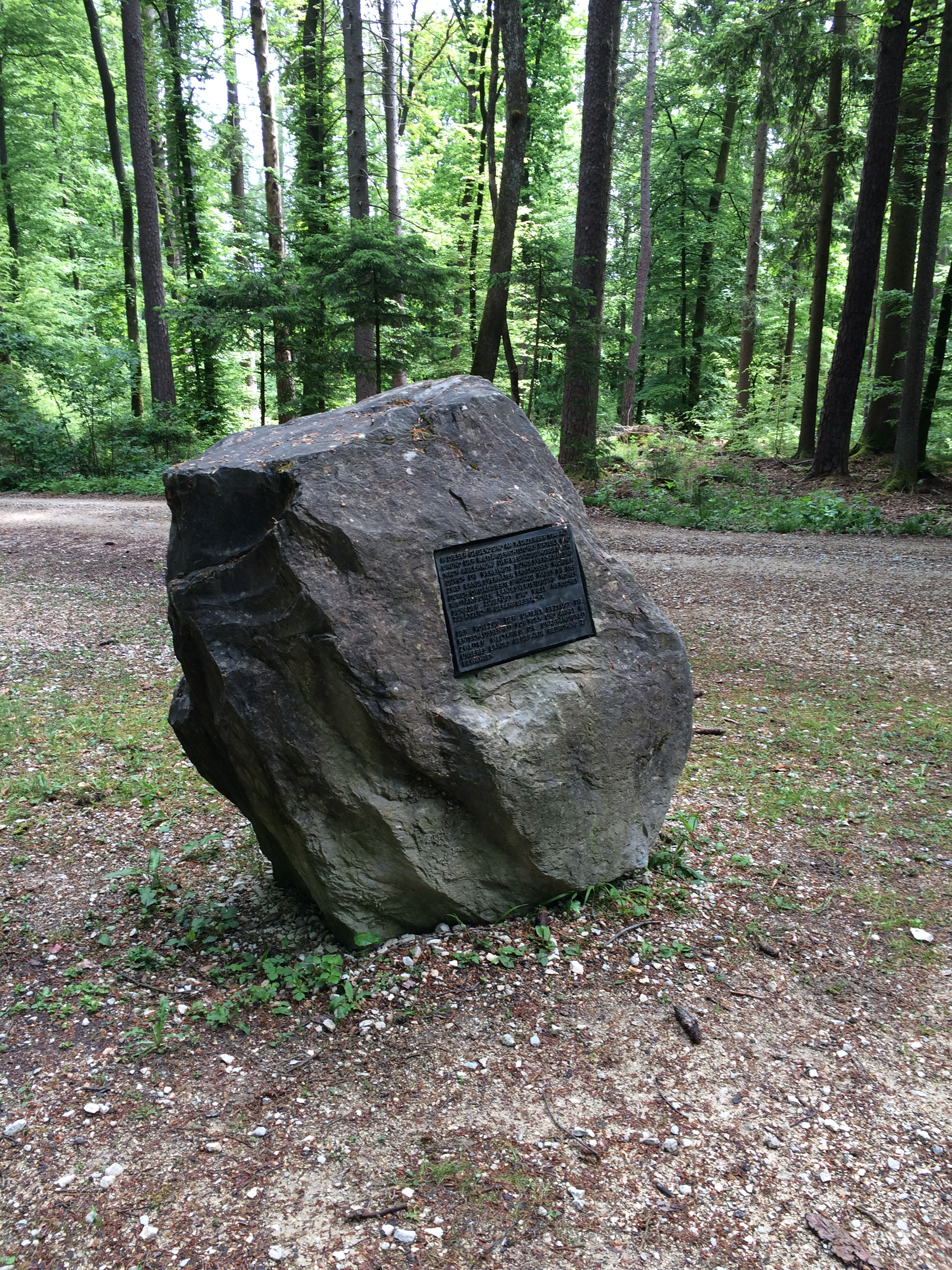
Hitlerstein
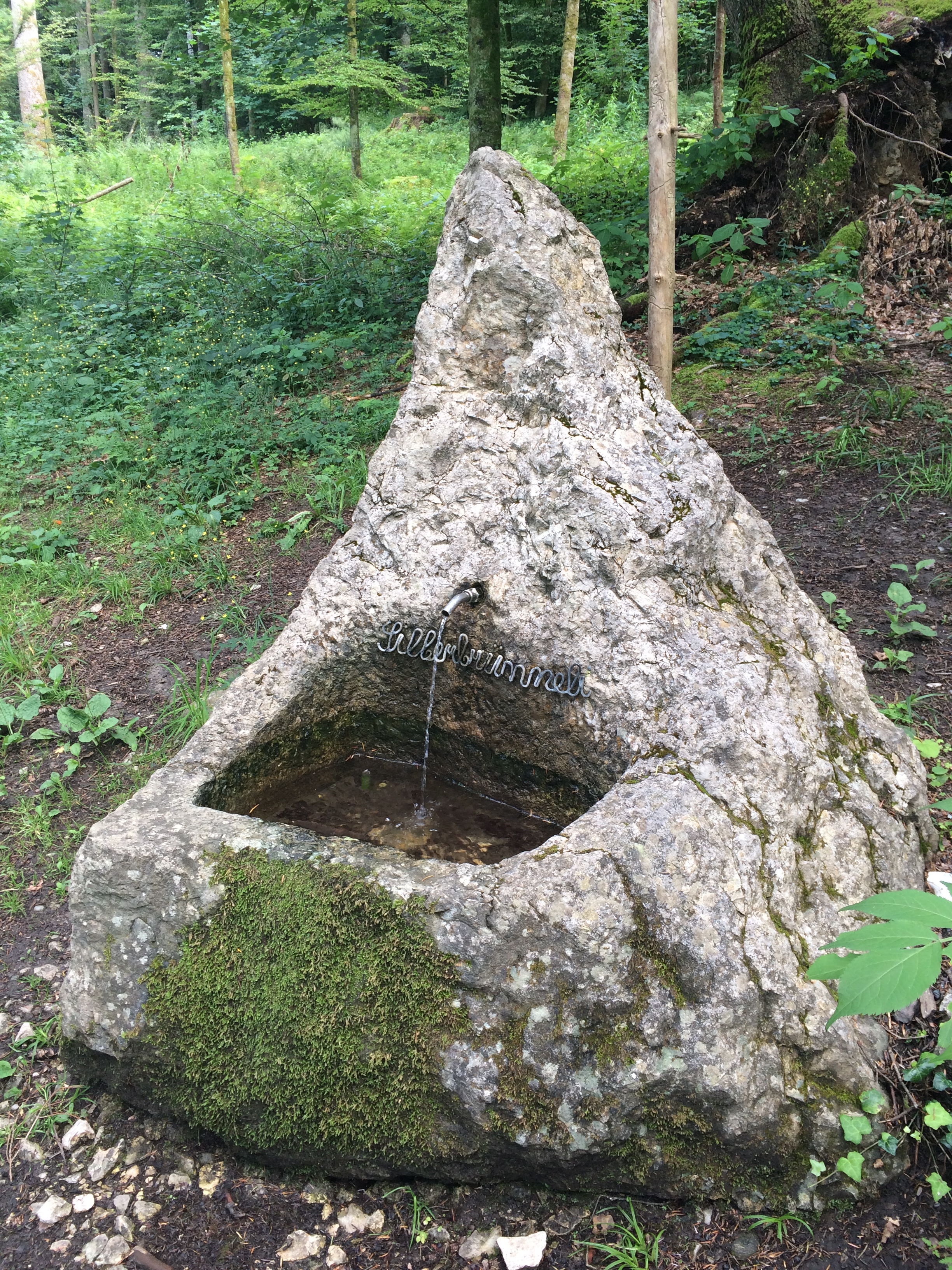
Silberbrünneli
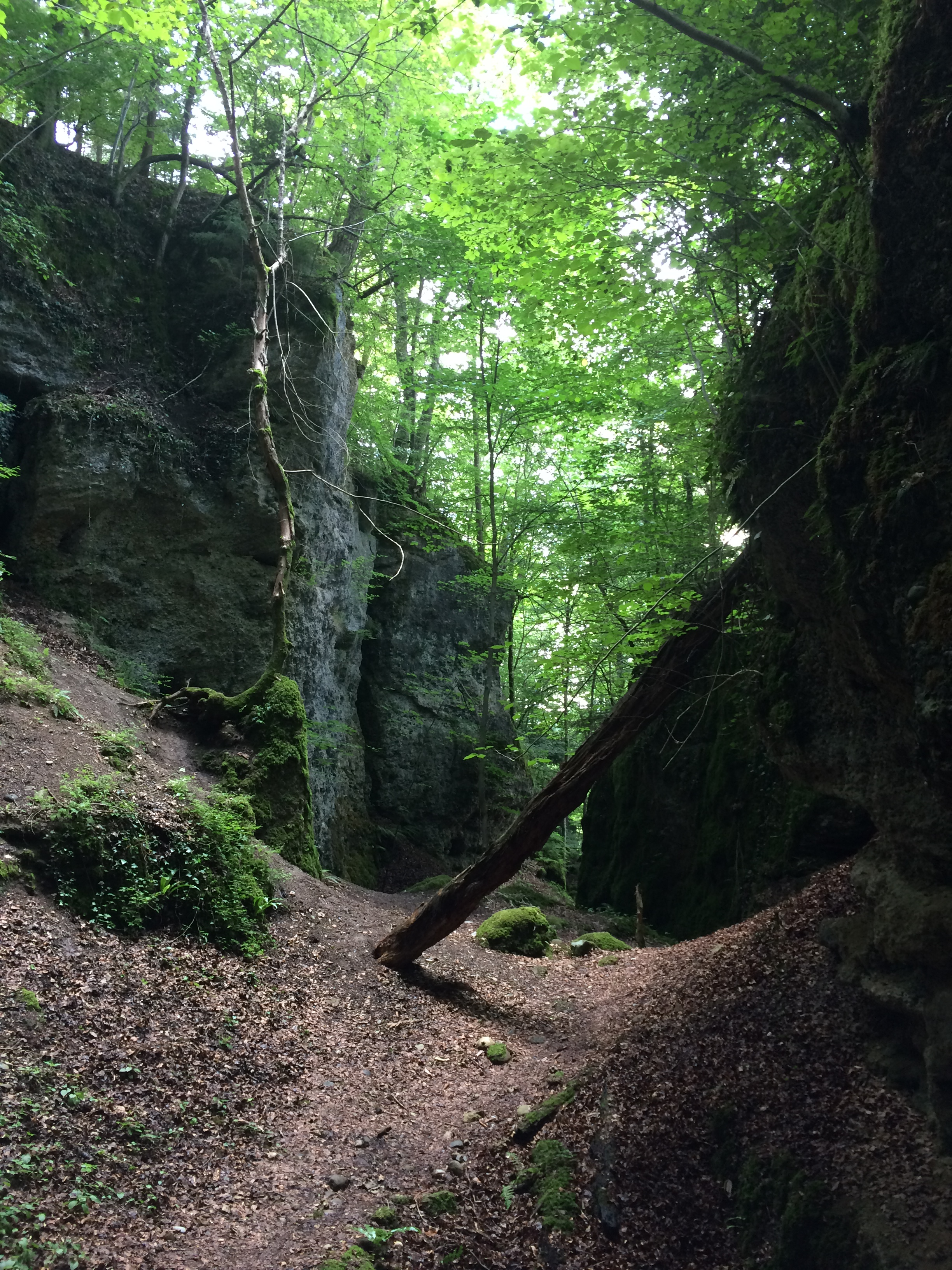
Spaltenflue